# Pentanemus
Pentanemus is een monotypisch geslacht van straalvinnige vissen uit de familie van draadvinnigen (Polynemidae), orde van baarsachtigen (Perciformes). Het geslacht Pentanemus is monotypisch.

## Soort
- Pentanemus quinquarius Linnaeus, 1758